# Месяцево
Месяцево — деревня в Старорусском муниципальном районе Новгородской области, с весны 2010 года относится к Великосельскому сельскому поселению. До весны 2010 года входила в ныне упразднённое Большеборское сельское поселение.
Деревня расположена на реке Каменка, притоке реки Холынья, близ деревни Кобякино, в пяти километрах к юго-востоку от деревни Большие Боры.

## Население
| 2010 | 2011 | 2012 | 2013 |
| ---- | ---- | ---- | ---- |
| 0    | →0   | →0   | →0   |

## Транспорт
Ближайшая железнодорожная станция расположена в Тулебле.